# Siphonohydra
Siphonohydra is een geslacht van neteldieren uit de  familie van de Corymorphidae.

## Soort
- Siphonohydra adriatica Salvini-Plawen, 1966